# Konstantin Kaufmann
Konstantin Petrovitj von Kaufmann, född 2 mars (gamla stilen: 19 februari) 1818, död 16 maj (gamla stilen: 4 maj) 1882 i Tasjkent, var en rysk general. 
Kaufmann blev 1838 officer vid ingenjörkåren och kom snart till generalguvernementet Kaukasien, där han utmärkte sig särskilt vid belägringen av Kars 1855, varefter han 1857 blev generalmajor.
Efter att i några år ha tjänstgjort i krigsministeriet blev han 1867 generalguvernör i det nybildade generalguvernementet Turkestan, vilket han kom att styra fram till sin död. Han tog sitt säte i Tasjkent, gav denna stad en europeisk anstrykning, förvärvade sig snart förtroende inom landet och införde där ordnade förhållanden. Av hans militära bedrifter kan nämnas expeditionen till Buchara och Samarkands intagande 1868, expeditionen till Chiva 1873 och fälttåget mot khanatet Kokand 1875.